# Paraquat
El Paraquat es el nombre comercial del Dicloruro de 1,1'-dimetil-4,4'-bipiridilo, un viológeno. El paraquat es usado como un herbicida cuaternario de amonio. Es un herbicida no selectivo de amplio espectro que actúa por contacto, es decir, no se trasloca sino que afecta al órgano verde cuya superficie resulta asperjada.
Es altamente tóxico para los humanos si es ingerido. Otros miembros de esta clase incluyen Diquat, Ciperquat etc. todos estos son reducidos a ion radical, lo que genera radicales superóxidos que reaccionan con membranas lípidas insaturadas.

## Historia
El Paraquat fue producido por vez primera para propósitos comerciales en 1961 por la ICI, (actualmente por Syngenta) y está hoy en día entre los herbicidas más usados. Para 1969 fue introducido a México y América latina por un grupo de empresas de la corporación Transquímica de México y Petroquímica de Bajio ambas subsidiarias del grupo corporativo Celamex.
La Unión Europea autorizó el Paraquat en el año 2004 debido a un fallo judicial a causa de un litigio que Suecia apoyada por Dinamarca, Austria y Finlandia mantuvieron contra la Comisión Europea. El 11 de julio de 2007 los tribunales anularon la directiva que autorizaba al Paraquat como una sustancia activa de protección para las plantas prohibiendo desde entonces su comercialización dentro del ámbito de toda la Unión Europea.

## Síntesis
La piridina se combina con el tratamiento con sodio en amoníaco seguido de oxidación. La 4,4'-bipiridina resultante se metila con clorometano para dar el paraquat:

## Uso herbicida
El compuesto es uno de los herbicidas ampliamente usados en el mundo. Es de rápida acción, no selectivo, y mata malezas no lignificadas por contacto. Interfiere sobre la fase luminosa de la fotosíntesis, a nivel del fotosistema I.
Se han identificado los genes que otorgan resistencia al Paraquat.
El mecanismo de acción herbicida consiste en provocar estrés oxidativo y se basa en la generación de radicales superóxido que destruyen las células de los vegetales, a los que se añade por desintegrar la membrana con la posterior desecación de las hojas. Se desecan si hay exposición solar pero si se siegan antes no hay desecación y el paraquat se mantiene en la planta sin alterarse. El paraquat compite con el NADP durante la fotosíntesis por los electrones. Este se transforma en metilviologen, un radical libre que reacciona con el oxígeno formando el radical superóxido, que ataca a los lípidos presentes en la membrana celular, destruyéndola

## Toxicidad
La intoxicación por paraquat, especialmente con fines suicidas, es un importante problema de salud, estando asociada a una alta tasa de mortalidad. La intoxicación grave provoca afectación de varios órganos,  entre ellos pulmón, riñón e hígado. El pulmón es el órgano diana principal en la intoxicación por paraquat, produciéndose insuficiencia respiratoria y fibrosis pulmonar aguda que puede causar la muerte. 

### Vías de intoxicación
La intoxicación más habitual es por vía oral y puede ser fatal si se ingiere en cantidades suficientes. Causa daño sobre diferentes órganos: estómago, esófago, intestino, pulmón, riñón e hígado. 
Intoxicación por vía inhalatoria no es muy común ya que las gotas pulverizadas son demasiado grandes para penetrar en los pulmones (>400micras), además la presión parcial del vapor de paraquat es menor que la presión parcial de la sangre. No existen evidencias de intoxicación sistémica por esta vía. Sin embargo, en otro estudio se ha observado que puede afectarse tanto el tracto respiratorio superior como el inferior por intoxicación con gases irritantes e insolubles del paraquat. Por lo tanto hay controversias en la intoxicación por esta vía. 
La intoxicación por vía tópica también es altamente improbable porque no se absorbe bien, por lo que ante un uso normal, la exposición será muy baja. Sin embargo, si hay heridas o alguna alteración cutánea esta probabilidad es más alta. Pero incluso en ese caso, las lesiones que provocará serán sólo locales por ser un compuesto fuertemente alcalino en la piel y los ojos.

### Toxicocinética
Tiene una absorción intestinal del 10%, alcanza la máxima concentración a las 4 horas de haberlo ingerido. Su volumen de distribución es de 2-8L/kg por lo que se puede considerar bastante liposoluble, accediendo a tejidos periféricos con facilidad. No se une a proteínas plasmáticas así que accede con facilidad a tejidos muy irrigados como riñón, hígado, corazón y pulmón. En este órgano es capaz de alcanzar concentraciones muy superiores a las que se encuentra en el plasma ya que se acumula en tejido alveolar. Aquí alcanza su máxima concentración a los 4 o 5 días. También se acumula de manera importante en el tejido muscular. 
La semivida de eliminación es de 80h por lo que se mantiene durante un largo periodo de tiempo en el organismo. Se elimina por filtración glomerular y secreción tubular activa. En 48h es capaz de eliminarse el 70% y el 30% restante se elimina en 2-3 semanas.

### Mecanismo de acción tóxica
El daño causado por el Paraquat se debe principalmente al estrés oxidativo que provoca la peroxidación lipídica de la membrana y a la disminución de NADP. El daño se manifiesta con inflamación, edema y posteriormente fibrosis en el pulmón y son los responsables del daño en el tracto digestivo, riñón, hígado y glándulas adrenales.
El paraquat tiene carga, lo que le proporciona la capacidad de producir radicales libres que reaccionan con oxígeno, formando radicales iónicos como el superóxido y peróxido de hidrógeno, que al producirse en una cantidad elevada, la superóxido dismutasa no puede neutralizar. Estos radicales forman hidroperóxidos al reaccionar con la pared de la membrana celular, produciendo la destrucción de la membrana e interfiriendo con la función pulmonar surfactante.
El radical se forma más rápidamente si hay oxígeno en el medio, por eso son los pulmones su órgano diana. 
También es responsable de desencadenar la cascada del ácido araquidónico, favoreciendo la síntesis de prostaglandinas, lo que origina el edema pulmonar. Además se ha visto que el aumento de prolil hidroxidasa es la responsable de la formación de colágeno y la aparición de la fibrosis pulmonar, potenciado por el oxígeno.

### Sintomatología clínica
Los síntomas que nos pueden alertar de una ingestión de paraquat son:
- Vómitos, incluso con sangre
- Quemaduras en la garganta
- Dificultad para respirar
- Sangrado nasal
- Falta de aliento
- Dolor de garganta
- Dolor de estómago
- Convulsiones
- Coma
- Shock

Se ha observado en algunos estudios que la aparición de hemorragias focales acompañadas de desmielinización del sistema nervioso puede producir leucoencefalopatía hemorrágica, también llamada púrpura cerebral.
Se ha visto que el paraquat no causa cáncer, ni es una toxina reproductiva o de desarrollo. Tampoco tiene efectos tóxicos a nivel endocrino. 

### Diagnóstico
Los biomarcadores que se tendrán en cuenta para diagnosticar la intoxicación por paraquat son:
- Gasometría arterial (mediciones del oxígeno, del dióxido de carbono y del equilibrio ácido-básico)
- BUN y creatinina (pruebas en sangre de la función renal)
- Chem-20
- Radiografía de tórax
- Pruebas de la función pulmonar
- Análisis de orina
- Examen toxicológico de la orina y sangre para medir los niveles de Paraquat que hay en el organismo.

El pronóstico puede variar de unas personas a otras ya que en algunas pueden aparecer síntomas leves relacionados con la respiración y recuperarse por completo y otras pueden ser irreversibles. Si no se trata la intoxicación puede llegar a producir la muerte de la persona. 

### Tratamiento
Si se produjese una exposición aguda de paraquat habría que tomar unas medidas de forma inmediata para evitar la absorción como: 
- Controlar vómito
- Administrar carbón activo o agua con tierra Fuller
- Mezclar sales de Epsom u otros purgantes
- Si ya se han realizado las medidas anteriores habrá que tratar los síntomas y las posibles complicaciones porque no existe un tratamiento específico para esta intoxicación.[12][13] Se ha visto que no hay buenos resultados al tratar esta intoxicación con antioxidantes como superóxido dismutasa o vitamina E.

También se puede realizar una hemoperfusión, la cual filtra la sangre a través del carbón para intentar eliminar el Paraquat de los pulmones.
Si el compuesto estuvo en contacto con la piel, hay que lavar la zona con agua y jabón sin frotar muy fuerte para no producir abrasiones que produzcan una mayor absorción del Paraquat. En caso de contacto con los ojos hay que lavarlos con agua. 
Si se administran anticuerpos frente al paraquat, estos secuestran al tóxico del plasma pero no previene de la acumulación en los tejidos.
Algunos inmunosupresores como la ciclofosfamida (sola o con corticoides) podrían reducir la fibrosis pulmonar pero no todos los autores que han realizado este tipo de ensayo ha obtenido buenos resultados.
El trasplante pulmonar se ha usado en pocos casos y podría ser útil en fibrosis pulmonar, es de esperar que sea usada en el futuro.

## Complicaciones
Algunas complicaciones que pueden aparecer por la intoxicación del paraquat son:
- Síndrome de dificultad respiratoria aguda (insuficiencia pulmonar)
- Orificios en el esófago
- Inflamación del área entre los pulmones (mediastinitis)
- Insuficiencia renal
- Cicatrización de los pulmones (fibrosis pulmonar)

## Primeros auxilios
Las personas expuestas o contaminadas con paraquat, con sospecha de ingestión o absorción, deben ser tratadas por un servicio médico de urgencias inmediatamente. Los primeros auxilios deben de guardar las siguientes indicaciones:
- Aislar al paciente de cualquier fuente de contacto con la sustancia.
- Descontaminar lavando con grandes volúmenes de agua; remover las ropas del paciente.
- Evitar contaminación secundaria por contacto.
- Estabilizar al paciente manteniéndolo bien ventilado.
- La administración de oxígeno sin dosificar no es aconsejable, por tanto, el cuidado prudente dicta que no debe administrarse a personas que no presentan síntomas de hipoxia, solamente el personal médico especializado es el indicado para decidir en cada caso específico. Generalmente se indica la dosis de oxígeno necesaria para mantener la presión de oxígeno alrededor de 60 mm Hg.
- En caso de contaminación en los ojos, lavar la zona con una solución salina normal por lo menos durante 15 minutos.

Se ha reportado que el uso de ciclofosfamida con altas dosis de metilprednisolona son útiles para modificar el pronóstico.

## Marihuana "Paraquat"
A finales de la década de 1960 un programa gubernamental americano generó polémica al permitir el rociado de campos de cultivo de marihuana ubicados en Sudamérica con paraquat. Dado que mucha de esta marihuana fue luego fumada por norteamericanos, el programa "Marihuana Paraquat" generó un intenso debate. Posiblemente en una tentativa de disuadir a quienes usaban dicha sustancia, los representantes del programa advirtieron que era inseguro fumarla debido a su origen. No obstante cuerpos independientes estudiaron el uso del herbicida determinando que "no se ha demostrado daño pulmonar ni de otro tipo en usuarios de marihuana contaminada con paraquat".
Sin embargo en los lugares en donde se fumigó con paraquat, se produjeron durante mucho tiempo nacimientos de niños con deformidades por causa de este herbicida que fue rociado por aviones norteamericanos.[cita requerida]